# The 1975
The 1975 är ett engelskt poprockband från Manchester i England. Gruppen bildades år 2002 när gruppens medlemmar träffades i Wilmslow High School. Gruppen består av sångaren och gitarristen Matthew Healy, gitarristen Adam Hann, trummisen George Daniel och basisten Ross MacDonald.
Bandet har släppt en del EP-skivor, bland annat Facedown, Sex, Music for Cars och IV, samt fem studioalbum där det senaste är Being Funny in a Foreign Language, släppt i oktober 2022.
Den andra september 2013 släpptes deras debutalbum The 1975 som redan den åttonde september tog sig upp på första plats på UK Albums Chart.

## Biografi
Sångaren och gitarristen Matthew Healy föddes i London och trummisen George Daniel föddes i Bryssel, medan resten av gruppen ursprungligen kommer från Manchester. Under deras skolgång på Wilmslow High School utanför Manchester träffades medlemmarna.
I början gjorde bandet covers på olika pop- och punklåtar som de framförde på olika lokala klubbar i Manchester men efter en tid började de att skriva egna låtar. Efter en tid av att ha skrivit och släppt material under flera olika namn (Talkhouse, Slowdown, Bigsleep och Drive Like I Do) började bandet att permanent införliva sig med namnet The 1975. Ursprunget till namnet är att datumet “1 june the 1975” stod skrivet på sista sidan av en gammal poesibok som sångaren Healy fått av en konstnär.
Healy uppger i en intervju att alla bandets EP-skivor spelades in på en dator i hans sovrum under en turné och att deras debutalbum är ett slags soundtrack till medlemmarna i bandets uppväxt och även radiovärd Clara Amfos uppväxt.
2013 släpptes bandets debutalbum, The 1975. Tre år senare kom deras andra album, I Like It When You Sleep, for You Are So Beautiful yet So Unaware of It. Gruppens tredje album, A Brief Inquiry into Online Relationships, släpptes 2018. Notes on a Conditional Form, bandets fjärde studioalbum, släpptes 2020.
Svenska klimataktivisten Greta Thunberg medverkade i Notes on a Conditional Form, där hon framför ett tal i albumets öppningsspår "The 1975".

## Influenser
Gruppens musikaliska influenser är bland annat The Rolling Stones, Michael Jackson, Dire Straits, My Bloody Valentine, Peter Gabriel, Boyz II Men, Alexander O'Neal, Brian Eno, Wilson Pickett och Otis Redding med flera.

## Bandmedlemmar
Ordinarie medlemmar
- Matty Healy – sång, rytmgitarr, piano, keyboard, synthesizer (2002–)
- Adam Hann – sologitarr, keyboard, synthesizer, sampler, bakgrundssång (2002–)
- Ross MacDonald – basgitarr, keyboard, synthesizer, sampler, bakgrundssång (2002–)
- George Daniel – trummor, percussion, bakgrundssång, keyboard, synthesizer (2002–)

Studiomusiker och turnerande medlemmar
- John Waugh – saxofon, piano, keyboard, synthesizer (2013–)
- Jamie Squire – synthesizer, keyboard, piano, rytmgitarr, bakgrundssång (2015–)
- Taitlyn Jaiy – bakgrundssång, dans (2018–)
- Kaylee Jaiy – bakgrundssång, dans (2018–)

## Diskografi
Studioalbum
- 2013 – The 1975
- 2016 – I Like It When You Sleep, for You Are So Beautiful yet So Unaware of It
- 2018 – A Brief Inquiry into Online Relationships
- 2020 – Notes on a Conditional Form
- 2022 – Being Funny in a Foreign Language

Livealbum
- 2017 – DH00278

EP-skivor
- 2012 – Facedown
- 2012 – Sex
- 2013 – iTunes Festival: London 2013
- 2013 – Music for Cars
- 2013 – IV
- 2013 – Spotify Sessions
- 2014 – Rdio Sessions

Singlar
- "The City" (2012) (UK #30)
- "Chocolate" (2013) (UK #19)
- "Sex" (2013) (UK #34)
- "Girls" (2013) (UK #45)
- "Settle Down" (2014) (UK #68)
- "Robbers" (2014) (UK #166)
- "Heart Out" (2014)
- "Medicine" (2014) (UK #53)
- "Love Me" (2015) (UK #20)
- "UGH!" (2015) (UK #42)
- "Somebody Else (2016) (UK #55)
- "The Sound" (2016) (UK #15)
- "A Change of Heart" (2016) (UK #127)
- "She's American" (2016) (UK #176)
- "Loving Someone" (2017)
- "By Your Side" (2017)
- "Milk" (2017)
- "Give Yourself a Try" (2018) (UK #22)
- "Love It if We Made It" (2018) (UK #33)
- "TooTimeTooTimeTooTime" (2018) (UK #26)
- "Sincerity Is Scary" (2018) (UK #57)
- "It's Not Living (If It's Not with You) (2018) (UK #46)
- "People" (2019) (UK #54)
- "Frail State of Mind" (2019) (UK #54)
- "Me & You Together Song" (2020) (UK #35)
- "The Birthday Party" (2020) (UK #69)
- "Jesus Christ 2005 God Bless America" (2020) (UK #88)
- "If You're Too Shy (Let Me Know)" (2020) (UK #14)
- "Guys" (2020) (UK #96)
- "Spinning" tillsammans med No Rome och Charli XCX (2021)
- "Part of the Band" (2022)
- "Happiness" (2022)
- "I'm in Love with You" (2022)
- "All I Need to Hear" (2022)